# Acer pauciflorum
Acer pauciflorum är en kinesträdsväxtart som beskrevs av Fang. Acer pauciflorum ingår i släktet lönnar, och familjen kinesträdsväxter. Inga underarter finns listade i Catalogue of Life.